# フランク・トーマス
フランク・エドワード・トーマス（Frank Edward Thomas, 1968年5月27日 - ） は、アメリカ合衆国ジョージア州コロンバス出身の元プロ野球選手（一塁手、指名打者）。右投右打。愛称はビッグハート（Big Hurt）。

## 経歴

### プロ入り前
高校時代からアメリカンフットボールと野球の注目選手だったトーマスは、フットボールの名門校であるオーバーン大学にスポーツ奨学生として進学。フットボールをプレーしたのは1年足らずでその後は野球に専念することとなる。1989年にはサウスイースタン・カンファレンスの最優秀選手に選出され、大学時代の通算49本塁打は学校新記録となった。

### プロ入りとホワイトソックス時代
1989年のMLBドラフト1巡目（全体7位）でシカゴ・ホワイトソックスに指名され入団。
1990年はAA級バーミングハム・バロンズで109試合に出場し、打率.323、18本塁打、71打点を記録し、ベースボール・アメリカ・マイナーリーグ年間最優秀選手賞を受賞。8月2日のミルウォーキー・ブルワーズ戦でメジャーデビュー。名打撃コーチとして知られるウォルト・リニアックの指導を受け、打率.330、7本塁打、31打点、出塁率.454の好成績を残した。また、メジャーとマイナーで合計156四球を記録した。
1991年は打率.318、32本塁打、109打点を記録し、シルバースラッガー賞を初受賞。9月28日のシアトル・マリナーズ戦でルー・ブルーのシーズン最多四球の球団記録127を60年ぶりに更新し、最終的に138まで伸ばした。1992年は打率.323、24本塁打、115打点、球団記録となるリーグ最多の46二塁打を記録。四球はリーグ最多の122で、球団史上初めて2年連続100四球を記録した。
1993年は初めてオールスターゲームに選出された。打率.317、球団記録となる41本塁打、128打点を記録し、チームの10年ぶりの地区優勝に大きく貢献。トロント・ブルージェイズとのリーグチャンピオンシップシリーズでは打率.353、両チーム最多の10四球を記録するが、2勝4敗で敗退しリーグ優勝はならなかった。オフにMVPを満票で受賞した。1994年は開幕から本塁打を量産。前半戦だけで32本塁打を記録し、オールスターゲームに2年連続で選出され、初の先発出場を果たした。8月7日には球団史上最速で100打点に到達した。ストライキの為シーズンが打ち切られたが、打率.353（リーグ3位）、38本塁打（リーグ2位）、101打点（リーグ3位タイ）と三冠王も狙える大活躍。また両リーグ最多の109四球、OPS1.217を記録した。MVPの投票でも2位以下を大きく引き離し、2年連続で受賞した。アメリカンリーグで2年連続のMVP受賞は1960年・1961年のロジャー・マリス以来だった。
ストライキ明けの1995年は3年連続でオールスターゲームに選出され、前年に続いて先発出場し4回に本塁打を放った。2年連続で全試合出場を果たし、40本塁打、111打点を記録した。
1996年は7月11日に左足の疲労骨折で自身初の故障者リスト入りし、連続試合出場が346で途切れたが、アレックス・ロドリゲスに次ぐリーグ2位の打率.349、40本塁打、134打点を記録。1997年は打率.347で自身初の首位打者を獲得。35本塁打、125打点を記録し、7年連続で打率3割・20本塁打・100打点・100得点・100四球を達成し、テッド・ウィリアムズが1941年から1949年にかけて（兵役による3年間の中断を挟む）記録した6年連続のMLB記録を更新した。
1998年は29本塁打、109打点、109得点、110四球を記録したが、打率が.265と自己最低に終わった。プライベートでは離婚もあった。
1999年は打率こそ.305だったが、故障と不調で15本塁打、77打点に終わり、デビュー年以来9年ぶりに20本塁打・100打点を下回った。4月17日に通算1000四球、6月6日に通算1000打点、6月24日に通算1500本安打、8月7日に通算300本塁打を達成するなど次々に大台をクリアした。
オフには2年間の不振を払拭すべく、メジャー昇格時のホワイトソックスの打撃コーチだったウォルト・リニアックの下を訪れ、1ヶ月間の合宿を行なった。
2000年は7月14日にルーク・アップリングの通算1116打点の球団記録を50年ぶりに更新。打率.328、共にキャリアハイの43本塁打、143打点を記録し、7年ぶりの地区優勝の原動力となった。マリナーズとのディビジョンシリーズでは無安打に終わり、チームも3連敗で敗退した。MVPの投票ではジェイソン・ジアンビに次ぐ2位に入り、カムバック賞を受賞した。
2001年は4月27日にイチローが打った一塁線の打球にダイビングキャッチを試みた際、右上腕部三頭筋を部分断裂する重傷を負いシーズン終了、キャリアワーストの成績に終わる。以後、度重なる故障に悩まされるようになった。
2003年は7月25日のタンパベイ・デビルレイズ戦で史上36人目となる通算400本塁打を記録。8月には自己最多、球団史上2位タイとなる月間13本塁打を放ち、4日には通算2000本安打を達成した。打率は.267だったが、リーグ2位タイの42本塁打、105打点、3年ぶりの100四球を記録した。2005年は足首の故障のため出遅れ、5月30日にシーズン初出場。しかし7月21日に故障者リスト入りしてシーズンを終え、打率.219、12本塁打、26打点に終わる。チームは46年ぶりのリーグ優勝を果たし、ヒューストン・アストロズとのワールドシリーズを4連勝で制して88年ぶりに世界一の栄冠を手にしたが、自身は1試合も出場できなかった。オフに球団は1000万ドルのオプションを破棄して350万ドルの違約金を払い、契約延長しないことを決め、16年間在籍したホワイトソックスを離れることになった。

### アスレチックス時代

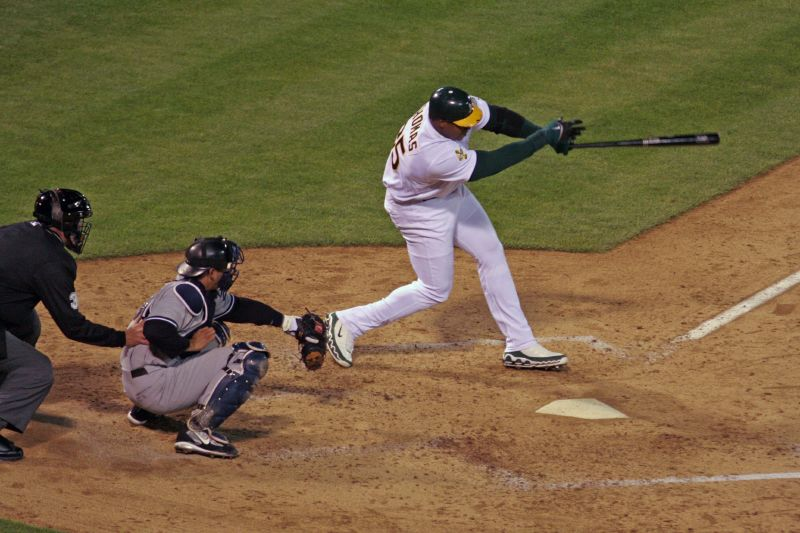
アスレチックス時代（2006年）

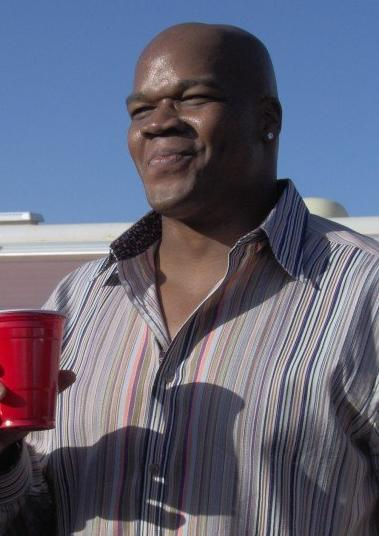
カレッジフットボール・BCSナショナル・チャンピオンシップ・ゲーム観戦中のトーマス（2007年）

2006年1月31日に1年50万ドルでオークランド・アスレチックスと契約。2005年終了時の通算出塁率.427は歴代13位（3000打席以上）で、出塁率を重視するアスレチックスにとって理想的な打者だった。トーマスは「もっと条件のいいチームはあったが、金ではなく、チャンスを与えてくれたアスレチックスに決めた」と語っている。9月に球団新記録の6試合連続本塁打を含む10本塁打、31打点を記録。打率.270、共にチームトップの39本塁打、114打点を記録し、チームの3年ぶりの地区優勝に貢献。ミネソタ・ツインズとのディビジョンシリーズでは、第1戦でポストシーズン史上最年長で1試合2本塁打を記録するなど打率.500を記録し、チームも3連勝でツインズを下した。デトロイト・タイガースとのリーグチャンピオンシップシリーズでは13打数無安打に終わり、チームも4連敗で敗退し、自身初のワールドシリーズ出場はならなかった。オフにフリーエージェントとなり、11月18日にブルージェイズと2年総額1800万ドル（3年目はオプション）で契約した。

### ブルージェイズ時代
2007年はトロイ・グロース、バーノン・ウェルズといった強打者と共に強力クリーンナップを形成した。6月17日にエドガー・マルティネスの指名打者としての本塁打243を抜いて歴代1位となった。6月28日には史上21人目となる通算500本塁打を達成。不振が続いた打撃陣の中で2001年以降最多の155試合に出場し、26本塁打、95打点は共にチームトップだった。
2008年は打率.167、3本塁打、11打点と不振のため、4月20日に解雇される。

### アスレチックス復帰
2008年4月24日にアスレチックスと契約し、2年ぶりに復帰。
8月29日の試合で負傷すると翌日60日間の故障者リストに入り、シーズン通算で打率.240、8本塁打、30打点に終わった。10月31日にフリーエージェントとなった。

### 引退後
2010年2月12日、正式に引退を表明。同年8月29日に"フランク・トーマス・デー"が催され、トーマスのホワイトソックス在籍時の背番号『35』が永久欠番に指定された。

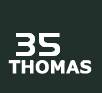
トーマスのホワイトソックス在籍時の背番号「35」。
シカゴ・ホワイトソックスの永久欠番に2010年指定。

アメリカ野球殿堂入りする資格を得た2014年の1月8日に、83.7%の得票率で殿堂入りを果たした。現在はFOXスポーツで全米ネットの解説者として活動している。

## 人物
- 現役時代、打撃についてはホワイトソックス昇格時の打撃コーチだったウォルト・リニアックが提唱する「ラウ=リニアックアプローチ」の熱心な信奉者だった。リニアックは1995年にホワイトソックスを退団してプロを相手にしたコーチ業は引退しているが、先述の様にトーマスが不振に陥った際は助言を求めて合宿まで行った。引退後の殿堂入り式典でのスピーチではリニアックを名指しで賞賛し、感謝の弁を述べている。
- 現役時代に日米野球に参加したことはなかったが、2013年と2014年夏に『夢対決!とんねるずのスポーツ王は俺だ!スペシャル』の「リアル野球BAN」に出演するために来日。江戸川区出身、板橋区立成増ケ丘小学校卒業、石橋貴明の帝京高校後輩の「藤増君」という設定で参加。2013年の成績は6打数1安打、打率.167。2014年夏では8回裏に東京ドーム左翼席にサヨナラ本塁打を放つ。2014年の成績は7打数1安打、1四球、2打点、打率.143。通算成績は13打数2安打、2打点、打率.154。
- 現役時代の1992年には映画「ミスター・ベースボール」にヤンキースの若手ホープ選手として出演している。この映画は日本の中日ドラゴンズが主な球団の舞台だがトーマス自身はアメリカでの撮影だった為来日していない。
- 1998年からは一塁手としての守備試合数は大きく減少し、通算出場試合のうちの過半数が指名打者である。
- ジェフ・バグウェルとは同じ生年月日で、彼はヒューストン・アストロズで活躍し、2017年にアメリカ野球殿堂に表彰された。

## 詳細情報

### 年度別打撃成績
| 年 度     | 球 団     | 試 合 | 打 席 | 打 数 | 得 点 | 安 打 | 二 塁 打 | 三 塁 打 | 本 塁 打 | 塁 打 | 打 点 | 盗 塁 | 盗 塁 死 | 犠 打 | 犠 飛 | 四 球 | 敬 遠 | 死 球 | 三 振 | 併 殺 打 | 打 率 | 出 塁 率 | 長 打 率 | O P S |
| --------- | --------- | ----- | ----- | ----- | ----- | ----- | -------- | -------- | -------- | ----- | ----- | ----- | -------- | ----- | ----- | ----- | ----- | ----- | ----- | -------- | ----- | -------- | -------- | ----- |
| 1990      | CWS       | 60    | 240   | 191   | 39    | 63    | 11       | 3        | 7        | 101   | 31    | 0     | 1        | 0     | 3     | 44    | 0     | 2     | 54    | 5        | .330  | .454     | .529     | .983  |
| 1991      | CWS       | 158   | 700   | 559   | 104   | 178   | 31       | 2        | 32       | 309   | 109   | 1     | 2        | 0     | 2     | 138   | 13    | 1     | 112   | 20       | .318  | .453     | .553     | 1.006 |
| 1992      | CWS       | 160   | 711   | 573   | 108   | 185   | 46       | 2        | 24       | 307   | 115   | 6     | 3        | 0     | 11    | 122   | 6     | 5     | 88    | 19       | .323  | .439     | .536     | .975  |
| 1993      | CWS       | 153   | 676   | 549   | 106   | 174   | 36       | 0        | 41       | 333   | 128   | 4     | 2        | 0     | 13    | 112   | 23    | 2     | 54    | 10       | .317  | .426     | .607     | 1.033 |
| 1994      | CWS       | 113   | 517   | 399   | 106   | 141   | 34       | 1        | 38       | 291   | 101   | 2     | 3        | 0     | 7     | 109   | 12    | 2     | 61    | 15       | .353  | .487     | .729     | 1.217 |
| 1995      | CWS       | 145   | 647   | 493   | 102   | 152   | 27       | 0        | 40       | 299   | 111   | 3     | 2        | 0     | 12    | 136   | 29    | 6     | 74    | 14       | .308  | .454     | .606     | 1.060 |
| 1996      | CWS       | 141   | 649   | 527   | 110   | 184   | 26       | 0        | 40       | 330   | 134   | 1     | 1        | 0     | 8     | 109   | 26    | 5     | 70    | 25       | .349  | .459     | .626     | 1.085 |
| 1997      | CWS       | 146   | 649   | 530   | 110   | 184   | 35       | 0        | 35       | 324   | 125   | 1     | 1        | 0     | 7     | 109   | 9     | 3     | 69    | 15       | .347  | .456     | .611     | 1.067 |
| 1998      | CWS       | 160   | 712   | 585   | 109   | 155   | 35       | 2        | 29       | 281   | 109   | 7     | 0        | 0     | 11    | 110   | 2     | 6     | 93    | 14       | .265  | .381     | .480     | .861  |
| 1999      | CWS       | 135   | 590   | 486   | 74    | 148   | 36       | 0        | 15       | 229   | 77    | 3     | 3        | 0     | 8     | 87    | 13    | 9     | 66    | 14       | .305  | .414     | .471     | .885  |
| 2000      | CWS       | 159   | 707   | 582   | 115   | 191   | 44       | 0        | 43       | 364   | 143   | 1     | 3        | 0     | 8     | 112   | 18    | 5     | 94    | 13       | .328  | .436     | .625     | 1.061 |
| 2001      | CWS       | 20    | 79    | 68    | 8     | 15    | 3        | 0        | 4        | 30    | 10    | 0     | 0        | 0     | 1     | 10    | 2     | 0     | 12    | 0        | .221  | .316     | .441     | .757  |
| 2002      | CWS       | 148   | 628   | 523   | 77    | 132   | 29       | 1        | 28       | 247   | 92    | 3     | 0        | 0     | 10    | 88    | 2     | 7     | 115   | 10       | .252  | .361     | .472     | .833  |
| 2003      | CWS       | 153   | 662   | 546   | 87    | 146   | 35       | 0        | 42       | 307   | 105   | 0     | 2        | 0     | 4     | 100   | 4     | 12    | 115   | 11       | .267  | .390     | .562     | .952  |
| 2004      | CWS       | 74    | 311   | 240   | 53    | 65    | 16       | 0        | 18       | 135   | 49    | 0     | 0        | 0     | 1     | 64    | 3     | 6     | 57    | 2        | .271  | .434     | .563     | .997  |
| 2005      | CWS       | 34    | 124   | 105   | 19    | 23    | 3        | 0        | 12       | 62    | 26    | 0     | 0        | 0     | 3     | 16    | 0     | 0     | 31    | 2        | .219  | .315     | .590     | .905  |
| 2006      | OAK       | 137   | 559   | 466   | 77    | 126   | 11       | 0        | 39       | 254   | 114   | 0     | 0        | 0     | 6     | 81    | 3     | 6     | 81    | 13       | .270  | .381     | .545     | .926  |
| 2007      | TOR       | 155   | 624   | 531   | 63    | 147   | 30       | 0        | 26       | 255   | 95    | 0     | 0        | 0     | 5     | 81    | 3     | 7     | 94    | 14       | .277  | .377     | .480     | .857  |
| 2008      | TOR       | 16    | 72    | 60    | 7     | 10    | 1        | 0        | 3        | 20    | 11    | 0     | 0        | 0     | 0     | 11    | 0     | 1     | 13    | 3        | .167  | .306     | .333     | .639  |
| 2008      | OAK       | 55    | 217   | 186   | 20    | 49    | 6        | 1        | 5        | 72    | 19    | 0     | 0        | 0     | 1     | 28    | 0     | 2     | 44    | 6        | .263  | .364     | .387     | .751  |
| '08計     | OAK       | 71    | 289   | 246   | 27    | 59    | 7        | 1        | 8        | 92    | 30    | 0     | 0        | 0     | 1     | 39    | 0     | 3     | 57    | 9        | .240  | .349     | .374     | .723  |
| MLB：19年 | MLB：19年 | 2322  | 10074 | 8199  | 1494  | 2468  | 495      | 12       | 521      | 4550  | 1704  | 32    | 23       | 0     | 121   | 1667  | 168   | 87    | 1397  | 225      | .301  | .419     | .555     | .974  |

- 各年度の太字はリーグ最高

### 年度別守備成績
| 年 度 | 球 団 | 一塁（1B） | 一塁（1B） | 一塁（1B） | 一塁（1B） | 一塁（1B） | 一塁（1B） |
| 年 度 | 球 団 | 試 合      | 刺 殺      | 補 殺      | 失 策      | 併 殺      | 守 備 率   |
| ----- | ----- | ---------- | ---------- | ---------- | ---------- | ---------- | ---------- |
| 1990  | CWS   | 51         | 428        | 26         | 5          | 53         | .989       |
| 1991  | CWS   | 56         | 459        | 27         | 2          | 43         | .996       |
| 1992  | CWS   | 158        | 1428       | 92         | 13         | 112        | .992       |
| 1993  | CWS   | 150        | 1222       | 83         | 15         | 128        | .989       |
| 1994  | CWS   | 99         | 735        | 45         | 7          | 74         | .991       |
| 1995  | CWS   | 90         | 738        | 34         | 7          | 67         | .991       |
| 1996  | CWS   | 139        | 1098       | 85         | 9          | 111        | .992       |
| 1997  | CWS   | 97         | 739        | 49         | 11         | 70         | .986       |
| 1998  | CWS   | 14         | 116        | 6          | 2          | 12         | .984       |
| 1999  | CWS   | 49         | 385        | 18         | 4          | 40         | .990       |
| 2000  | CWS   | 30         | 267        | 15         | 1          | 38         | .996       |
| 2001  | CWS   | 3          | 20         | 1          | 1          | 2          | .955       |
| 2002  | CWS   | 4          | 38         | 4          | 2          | 5          | .955       |
| 2003  | CWS   | 27         | 206        | 9          | 1          | 19         | .995       |
| 2004  | CWS   | 4          | 31         | 3          | 0          | 2          | 1.000      |
| MLB   | MLB   | 706        | 5595       | 352        | 60         | 568        | .990       |

- 各年度の太字はリーグ最高

### タイトル
- 首位打者：1回（1997年）

### 表彰
- アメリカ野球殿堂（2014年）
- シーズンMVP：2回（1993年、1994年）
- シルバースラッガー賞：3回
  - 指名打者部門：1回（1991年）
  - 一塁手部門：2回（1993年、1994年）
- カムバック賞：1回（2000年）

### 記録
- MLBオールスターゲーム選出：5回（1993年 - 1997年）
- 通算本塁打：521（歴代20位タイ、2020年終了時点、500本塁打クラブを参照）
- 通算打点：1704（歴代26位、2020年終了時点）
- 通算四球：1667（歴代10位、2020年終了時点）
- 通算塁打：4550（歴代47位、2020年終了時点）

### 背番号
- 15（1990年 - 同年途中）
- 35（1990年途中 - 2008年、シカゴ・ホワイトソックスの永久欠番）